# Ponte (Formazza)
Ponte is een plaats (frazione) in de Italiaanse gemeente Formazza.